# Макаров Сергій Володимирович
Сергі́й Володи́мирович Мака́ров (13 вересня 1990 — 23 червня 2015) — солдат Збройних сил України. Загинув під час російсько-української війни.

## З життєпису
2008 року закінчив вознесенську ЗОШ № 4.
У часі війни мобілізований в березні 2015-го, старший стрілець 17-го окремого мотопіхотного батальйону «Кіровоград».
23 червня 2015 загинув під містом Мар'їнка внаслідок обстрілу терористами позицій ЗСУ.
Похований в місті Вознесенськ.

## Нагороди та вшанування
- 4 лютого 2016 року, — за мужність, самовідданість і високий професіоналізм, виявлені у захисті державного суверенітету та територіальної цілісності України, вірність військовій присязі, — нагороджений орденом «За мужність» III ступеня (посмертно)[1]
- 19 квітня 2019 року рішенням Вознесенської міської ради разом з іншими вознесенцями, що загинули в АТО, він був удостоєний звання Почесного громадянина міста Вознесенська[2].